# 木梨憲武
木梨憲武（1962年3月9日—），日本男性搞笑藝人、演員、主持人、歌手。搞笑組合隧道二人組成員，搭檔是石橋貴明。所屬經紀公司是Arrival，兼任公司副社長。妻子是演員安田成美，育有兩男一女。

## 經歷
木梨高中时期就读于日本足球界的超级豪门帝京高中，1979年木梨在高三时随队获得过第58届日本高中全国选手权的冠军。帝京在上世纪70年代末80年代初期，堪称日本高中足球最强球队，特别是木梨在队的那几年，球队拥有早稻田一男、川添孝一、名取笃等日本高中足球界BUG级的人物，三年里拿到了两次全国冠军。木梨正式比赛上场时间并不多，不过他在县大会有过替补出场的纪录（没有进球）。
全国大赛他也被球队报名，但由于在训练后被发现在更衣室抽烟，主帅古沼贞雄禁止他参加训练和比赛回家反省。虽然有资格参加比赛，但主帅还是因为惩罚直接让他将板凳坐穿。球队压倒性地获得了全国冠军，ACE球员川添孝一5场5球拿下射手王，至于木梨，似乎有没有他并没有什么区别。
比起足球，木梨宪武高中时期就展现出了过人的搞笑天赋，他和现在的组合搭档石桥贵明高中时就组队参加电视台举办的类似达人秀的节目小试牛刀，在足球队中自然也是搞笑和气氛担当。随后木梨一步步最终走到了如今的地位，他有搞笑艺人、主持人、歌手、演员等多个身份，而他的妻子则是著名的演员、歌手安田成美。

## 外部連結
- KINASHINORITAKE_COM 木梨憲武 （页面存档备份，存于）
- 木梨憲武博客 （页面存档备份，存于）
- 隧道二人組官方網站